# Лиза Дэниелс
Лиза Дэниелс (исп. Lisa Daniels, род. 2 сентября 1977, Богота) — колумбийская порноактриса, член зала славы Urban X Award.

## Биография
Родилась 2 сентября 1977 года в Боготе, Колумбия. Когда Лизе было два года, её родители эмигрировали в Калифорнию.
В 18 лет начала работать фотомоделью. В порноиндустрии дебютировала в 2005 году, в возрасте около 28 лет. Снималась для таких студий, как Third Degree Films, Baby Doll, FM Concepts, Girlfriends Films, K-Beech Video, Wicked Pictures, Vivid Entertainment и других. Основные жанры фильмов — лесбийская порнография и сольные выступления.
Ушла из индустрии в 2016 году, снявшись в 128 фильмах.
В 2017 году была включена в Зал славы Urban X Award.
Персонаж мультсериала «Южный парк» в эпизоде Major Boobage был смоделирован по физическим характеристикам Дэниелс с помощью технологии фотоперекладки.

## Награды
- 2017 — включена в зал славы Urban X Award

## Избранная фильмография
- Breast Seller 5
- Lusty Busty Pussy Patrol
- Rack Em